# Lancia
Lancia Automobiles S.p.A. en italiensk bilproducent der er etableret i 1906 af Vincenzo Lancia. Hovedsædet ligger i Torino. Siden 1969 har den været en del af Fiat-koncernen. Virksomheden har en lang historie i af producere karakteristiske biler og desuden stærke rally-traditioner. Nogle af Lancias modeller ses som mere luksuriøse end de Fiat-modeller, som de er baseret på. Lancias modeller er ofte navngivet ved bogstaver fra det græske alfabet i sine modelnavne.
Lancia er i dag et mærke i Stellantis.

## Lancia i Danmark
Mærket blev i Danmark solgt gennem større Fiat-forhandlere. På grund af svigtende salg stoppede det officielle salg i Danmark omkring 2000, men enkelte eksemplarer har siden fundet vej hertil via diverse parallelimportører.

## Aktuelle modeller
- Ypsilon
(2003)
- Delta
(2008)
- Musa
(2004)

## Tidligere modeller
- Beta
- Delta
- Dedra
- Prisma
- Kappa
- Thema
- Lybra
- Thesis
- Zeta
- Phedra